# Félix Ziem
Félix Ziem (26 de febrero de 1821-10 de noviembre de 1911) fue un pintor francés relacionado con la escuela de Barbizon. Dotado de un talento notable y una técnica depurada, tuvo un gran éxito en su época y es conocido sobre todo por sus marinas y sus paisajes de Venecia y Constantinopla. Pintor orientalista, está considerado también como uno de los precursores del impresionismo.

## Familia
Nacido Félix-Francois Georges Philibert Ziem en Beaune en el departamento Côte d'Or de la región de Borgoña, en Francia fue hijo de Georges Barthélémy Ziem, un emigrante polaco, nacido en Gross-Drecditz en Prusia, que trabajaba como sastre y de Anne-Marie Goudot, su esposa borgoñona originaria de Nuits-Saint-Georges, de una familia de tejedores.
Según Louis Fournier, biógrafo de Ziem, su familia paterna era de Erzeroum, Armenia. Su abuelo Jean Ziem se instaló en Prusia tras la guerra contra Rusia en 1770 durante la cual fue hecho prisionero. El padre de Félix había llegado a Francia como prisionero de guerra del ejército prusiano durante las guerras napoleónicas.

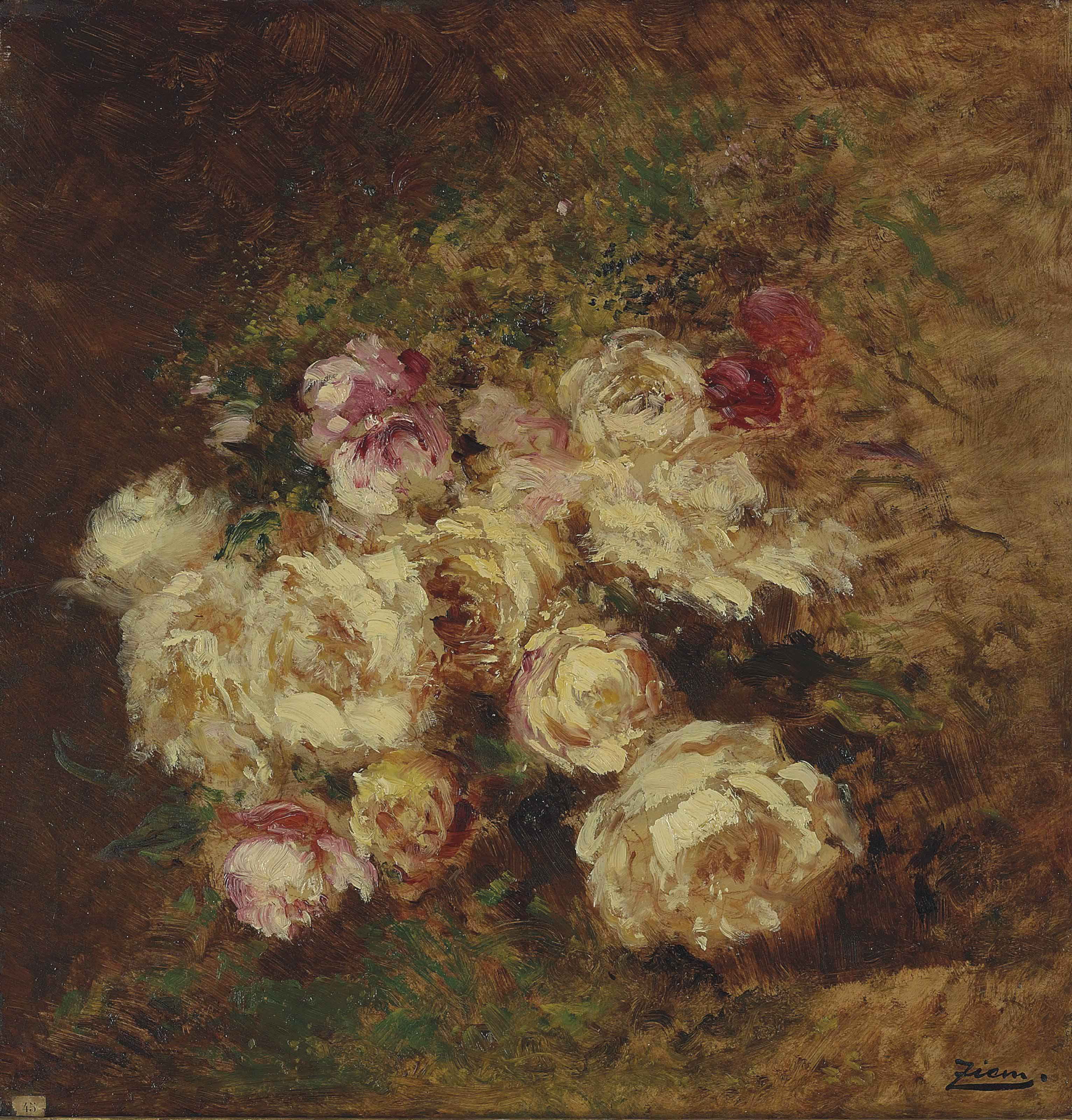
Felix Ziem Les roses

La familia de Ziem se trasladó de Beaune a Dijon en 1833, y él creció allí, donde murió su madre en 1837.

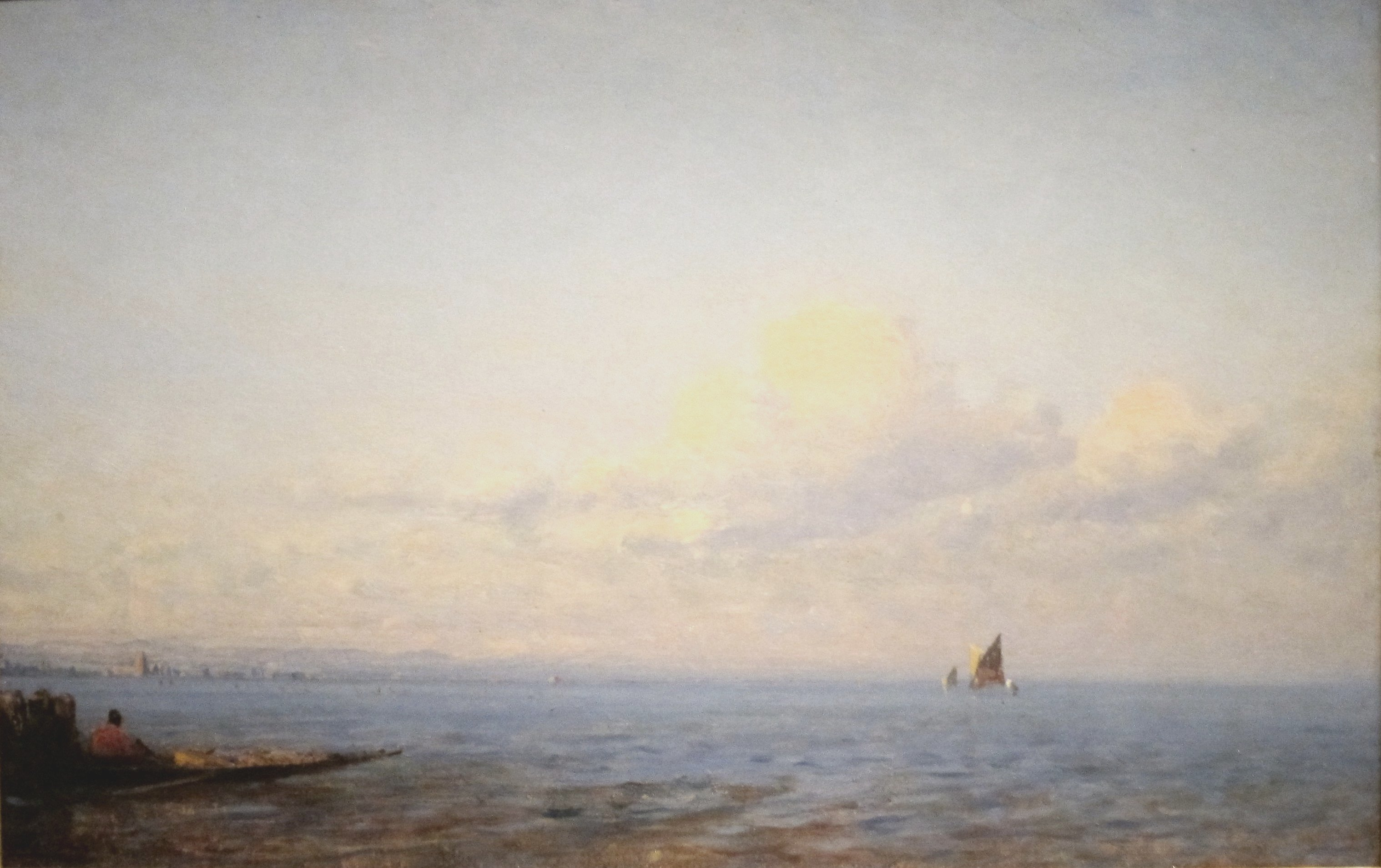
'Seascape' by Félix Ziem, Cincinnati Art Museum

## Formación
Ziem tomó lecciones de dibujo y arquitectura en la Ecole des Beaux-Arts de Dijon en el periodo 1837-1838 y ganó el primer premio en el concurso de 1838 en la categoría de arquitectura y composición. Al no poder obtener una beca-pensión de tres años en París, se manifestó contra esta injusticia, lo que le valió su exclusión.
Posteriormente dejó la región para unirse a su hermano que vivía en Marsella. Fue contratado como supervisor de obras por M. de Montricher, que estaba construyendo el canal de Marsella, y trabajó en la construcción del acueducto de Roquefavour, que debía llevar agua a Marsella.
Montricher regaló al duque de Orleans, entonces de paso por Marsella, dos de sus acuarelas, y el duque de Orleans le encargó tres en 1840. Ziem se dedicó entonces a su carrera de pintor y dibujante. Abrió una escuela de dibujo en el Puerto Viejo, teniendo hasta más de veinte alumnos.

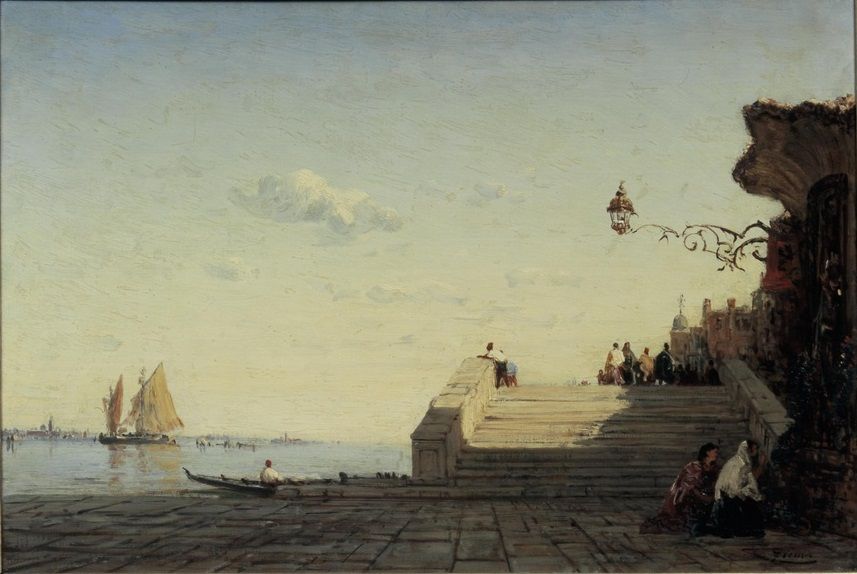
Muelle en Venecia

En 1840 descubre Martigues, donde volverá para montar un taller en 1860. En 1841, deja Marsella para ir a Italia. Se detuvo durante algún tiempo en Niza, donde se hospedaban los ricos ingleses y rusos que constituían parte de su clientela. En 1842 descubre Italia, y especialmente Venecia, que se convierte en la principal fuente de inspiración de su pintura. Allí conoció a la duquesa de Baden y al príncipe Gagarin.

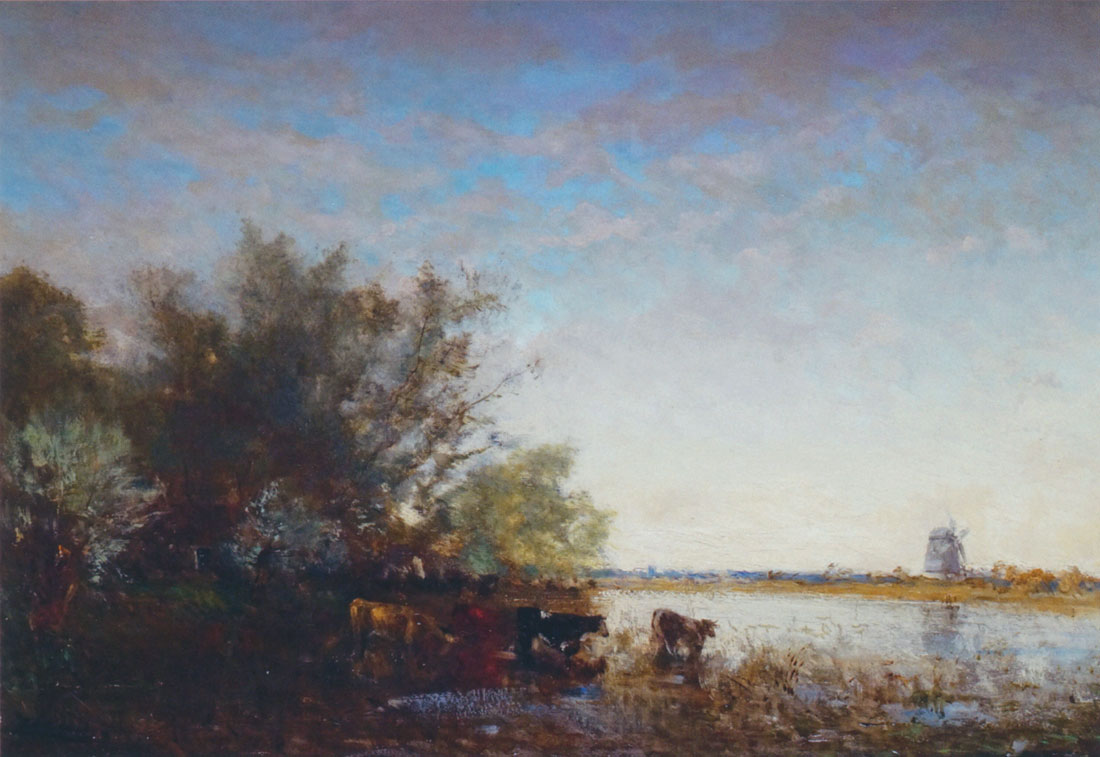
Felix-Ziem - Holland rivier

Fue a Rusia en 1843, probablemente a instancias del príncipe Gagarin y su familia. Aunque utilizó un álbum durante esta estancia y mucho después de su regreso a Francia, no se preocupaba de registrar regularmente sus impresiones: mezcla sin orden vistas urbanas, interiores de iglesias, marinas, escenas populares y escenas de salón de baile. Se convirtió en profesor de acuarela de las Grandes Duquesas en San Petersburgo. Allí conoció a Horace Vernet.

## Viajes
A partir de 1843 trabaja la pintura de paisajes y hasta 1847 viaja por toda Italia (Génova, Milán, Florencia donde permanece ocho meses) y el sur de Francia. En Niza, en 1846, conoció al pintor austriaco Arminius Mayer. 
En 1847 realizó su primer viaje a Constantinopla desde Venecia. En 1848 permaneció en Roma.
En 1849 murió su padre. Expuso por primera vez en el Salón de París vistas del Bósforo, Roma y Venecia. A continuación se trasladó a París, al Quai Malaquais y dividió su tiempo entre la capital y el bosque de Fontainebleau, donde se hizo amigo de Théodore Rousseau y Jean-François Millet. En este ambiente pintó escenas de la vida cotidiana, retratos y paisajes rurales, que lo vincularon temporalmente a la escuela de Barbizon donde pintó desde 1853. Allí compró una casa donde habitó de 1907 a 1911. También viajó a Flandes y Holanda en 1850 y 1851.
La Vista del Palacio Ducal expuesta en el Salón de 1850 fue la primera adquisición de una obra suya por parte del Estado, que lo nombró Caballero de la Legión de Honor en 1857.
1856 es el año de su gran viaje a Oriente: Constantinopla, Turquía, Líbano, Grecia, Egipto donde asciende por el Nilo hasta Jartum. Usó con frecuencia la recomposición de temas en su estudio, como lo demuestran sus numerosos cuadernos de bocetos. Terminó su viaje en Sicilia y en 1858 partió hacia Argelia. 

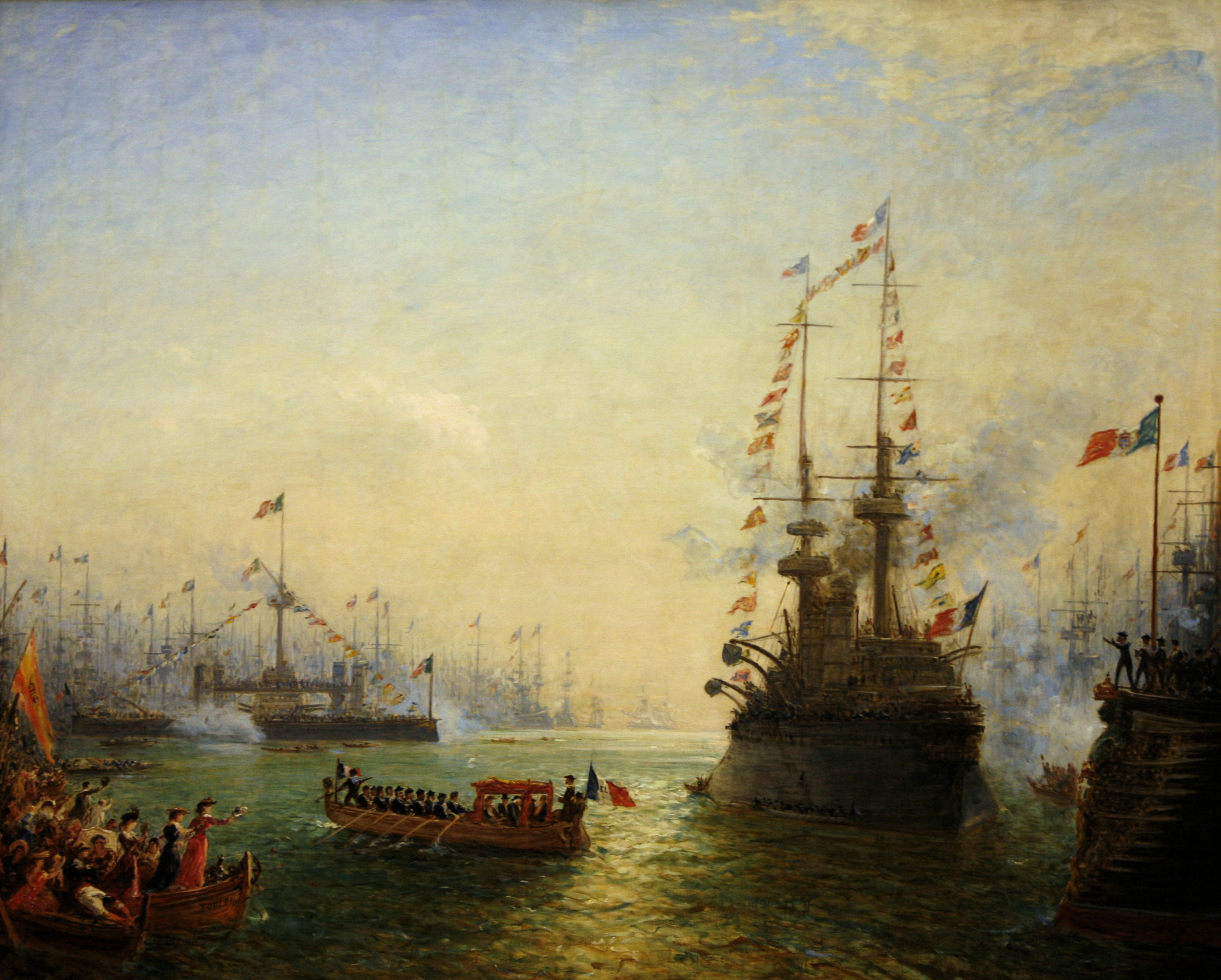
Toulon, visita del presidente Émile Loubet a las escuadras francesa e italiana en abril de 1901, París, Museo Nacional de la Marina

En 1859, se traslada al barrio de Montmartre, ante la loca ebullición de la Escuela de París, y se instala en la rue de l'Empereur (ahora rue Lepic). Pero todavía mantiene un punto de apoyo en Barbizon. Solitario, apenas se codea con los demás artistas de su generación, no forma a ningún alumno y apenas da lecciones. Pero integrado en el mundo artístico del siglo XIX, fue amigo de Chopin y Théophile Gautier, con quienes compartió el gusto por la poesía y lo maravilloso.

En 1861 adquirió la casa que ya alquilaba en Martigues. Los canales del pequeño puerto pesquero, que conducen al Etang de Berre (Bouches-du-Rhône), le inspiran muchas pinturas; en parte gracias a él, Martigues es apodada "La Venecia de Provenza". Hasta 1880, viajó por Europa y especialmente a Venecia, donde permanecía al menos dos veces al año. 

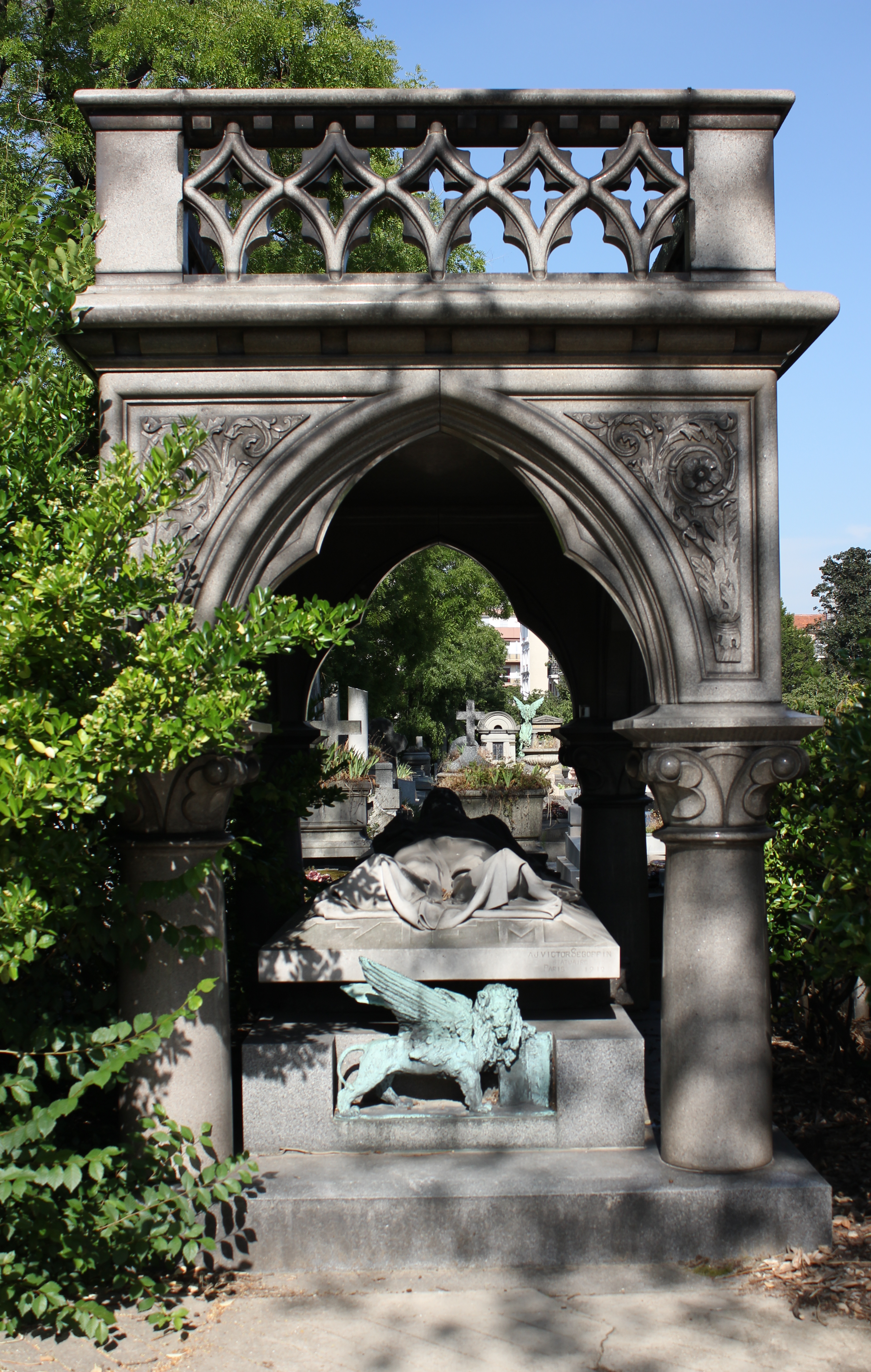
Tumba de Félix Ziem, París, cementerio Père-Lachaise.

## Reconocimiento
Paul Durand-Ruel se convirtió en uno de sus marchantes en 1865 y en 1866 se hizo construir un nuevo taller en Montmartre en el nº65 de la rue Lepic. En 1868 preparó una gran subasta de sus acuarelas para la que Théophile Gautier escribió el prefacio del catálogo. En 1869, después de su 19.º viaje a Venecia, fue nombrado miembro del jurado del Salón de 1870. Estuvo presente en París durante la Comuna y los sitios de la ciudad por los prusianos y luego por los versalleses en 1871.
Conoció a Ursule Treilles, su futura esposa en 1877, con la que se casó el 16 de mayo de 1904 en Niza.

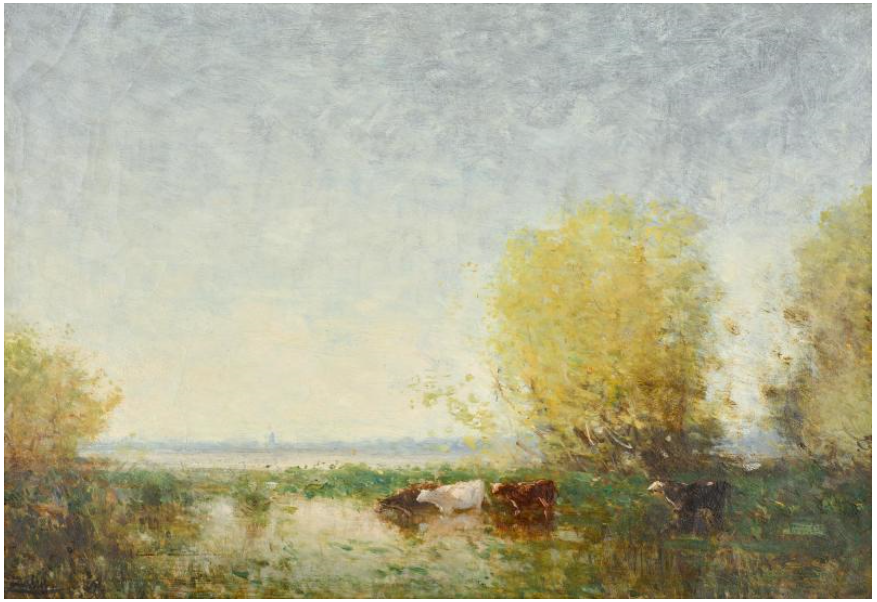
L'abreuvoir

En 1880 instaló otro estudio en Niza, donde pasaba la mayor parte de su tiempo cuando no estaba en París, pero se quedó en Beaune en 1883.
En 1886 conoció a Vincent van Gogh, que acababa de mudarse con su hermano Théo que vivía en el número 54 de la rue Lepic. En 1888 participó por última vez en el Salón donde no exponía desde 1868.
El 20 de mayo de 1897, el ayuntamiento de Beaune dio el nombre de Félix Ziem a una calle de la ciudad.
En 1897 se hizo amigo de Auguste Rodin, quien le ofreció una obra.
En 1901, pocos días antes de los festejos organizados en Toulon con motivo de la visita oficial del duque de Génova, almirante de la flota italiana, recibe un encargo para un cuadro conmemorativo del acontecimiento. El Ministro de Marina le aclara que tiene total libertad en la elección del tema. Eligió representar al acorazado Saint-Louis, a bordo del cual se encontraba el presidente de la República Émile Loubet, en el puerto de Toulon. Esta obra, la mayor de las pinturas de Ziem conocida hasta la fecha, confirma el nombramiento del artista en el cuerpo de pintores de la Armada.
Tuvo éxito financiero, y ayudó a otros artistas jóvenes. En 1902 envió una suma de dinero para la reconstrucción del Campanile de Venecia que se había derrumbado.
La inauguración de la colección Ziem en el Musée des Beaux-Arts de la Ville de Paris tuvo lugar en 1905 en presencia del presidente de la República Émile Loubet y, en 1906, Ségoffin esculpió su busto expuesto en el Salón de 1907.
En 1908, tras el regalo del pintor de un boceto de Toulon, la visita del presidente Émile Loubet a las escuadras francesa e italiana en abril de 1901, la ciudad de Martigues creó el Museo Ziem. Fue inaugurado en 1910.
Con motivo del legado de Chauchard, las obras de Ziem ingresaron en el Museo del Louvre en París. Esta fue la primera vez que un artista vivo se exhibío allí.
Murió el 10 de noviembre de 1911 y fue enterrado en París en el cementerio de Père-Lachaise (división 93).

## Legado
Pintor prolífico, su producción se estima en más de 10.000 obras pintadas, incluidas la repetición de obras en varios ejemplares. En noviembre de 1911, cuando murió, era un pintor admirado y reconocido, el primer artista que había entrado en vida en el Museo del Louvre a través del legado de Chauchard en 1910. Un mes después, la prensa publicaba los resultados récord de la subasta de varias de sus obras: Constantinopla por 13.900 francos, la Salida de la Flota Veneciana por 7.000 francos y el Palacio Ducal de Venecia por 7.500 francos.
A su muerte dejó un número considerable de cuadros y bocetos pintados en sus estudios de París y Niza. Su viuda, ayudada por el artista Eugène-Camille Lambert (1871-1948), hizo un inventario con numeración y marcado de este fondo de estudio. En el proceso, organizó la donación de obras a muchos museos -principalmente de Beaune, Martigues y Dijon-, lo que permitió distribuir la obra de su marido por los museos franceses.

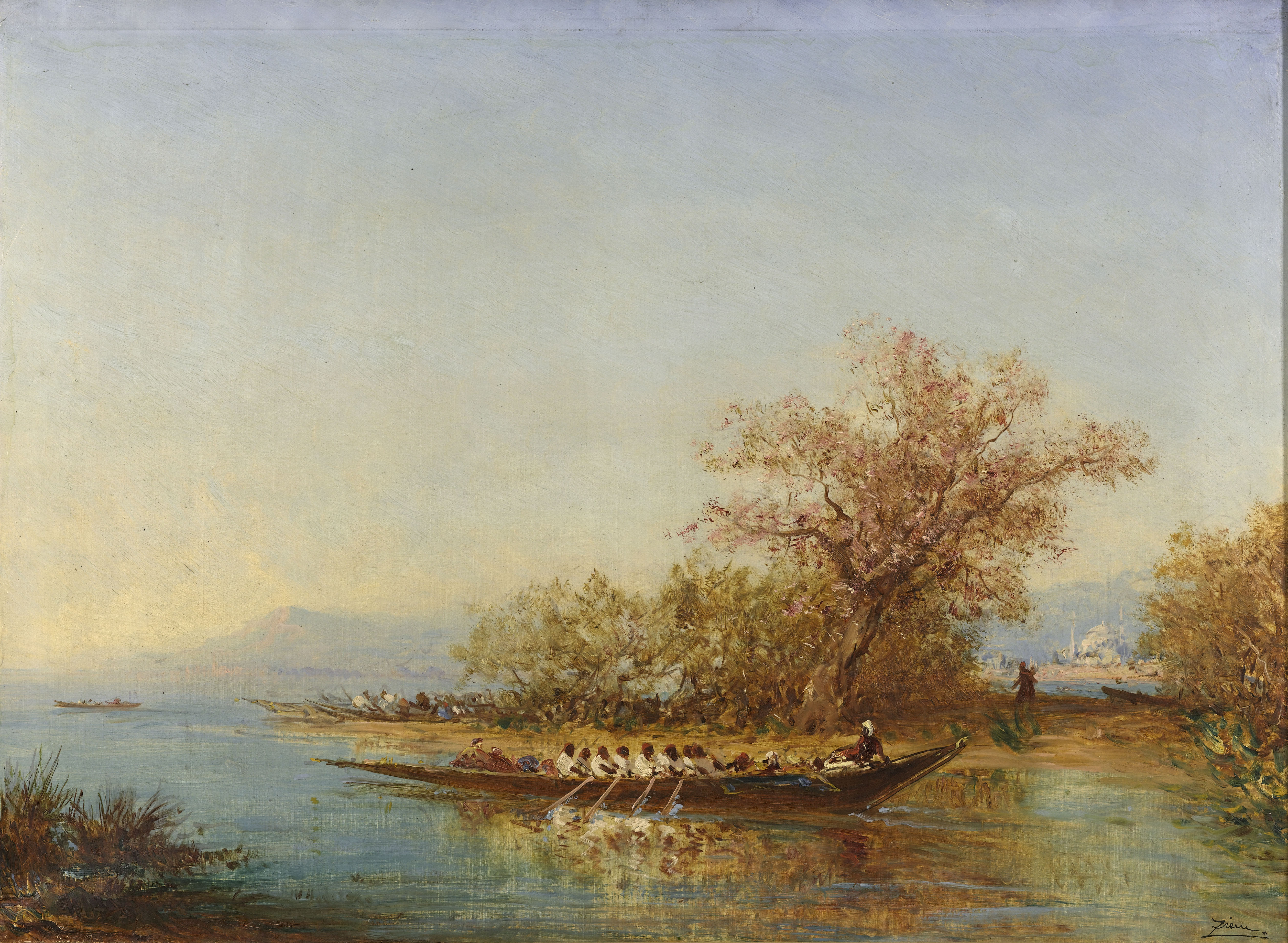
Félix Ziem - L'Embouchure du Bosphore - Musée des Beaux-Arts de la ville de Paris

## Exposiciones
- 1994: "Félix Ziem, pintor viajero, pinturas" en el museo Ziem de Martigues.
- 1995: "Félix Ziem, pintor viajero, obra gráfica" en el museo Ziem de Martigues.
- 2001: “Félix Ziem, cruzando un siglo” en el museo Ziem de Martigues.
- 2008: “Les Vies de Ziem” con motivo del centenario del museo Ziem en Martigues.
- 2008: "El siglo XIX de Ziem" con motivo del centenario del museo Ziem de Martigues.
- 2008: “El museo (de) Ziem” con motivo del centenario del museo Ziem en Martigues.
- 2008: “Ziem 1821-1911 ¿Orientalista o impresionista? », del 19 de junio al 30 de noviembre en el museo Maison Fournaise de Chatou y la colaboración del museo Ziem de Martigues.
- 2011: “Les Ziem du Petit Palais, París” en el museo Ziem de Martigues.
- 2011: “Félix Ziem”, retrospectiva organizada por la Fundación “Regards de Provence” en el Palais des Arts de Marsella con motivo del centenario de su muerte.
- 2011-2012: “Viajes, impresiones y paradojas” en el Museo de Bellas Artes de Beaune con motivo del centenario de su muerte.
- 2012: “Félix Ziem, pintor ambulante” Black Penitents, centro de arte en Aubagne.
- 2013: “Félix Ziem, soñé con la belleza, la pintura y la acuarela” en el Petit Palais de París.[10]
- 2013-2014: “Félix Ziem, Paintings” en el museo Ziem de Martigues.
- 2014: “Rembrandt, Le Lorrain, Turner… Grabados de la colección Ziem” en el museo Ziem de Martigues.